# A Brand New Day
«A Brand New Day» es una canción de J-Hope y V de la boy band surcoreana BTS y la cantante sueca Zara Larsson, lanzada el 14 de junio de 2019 como el segundo sencillo de la banda sonora del juego BTS World. Fue producido por Mura Masa.

## Antecedentes
«A Brand New Day» se ha descrita como una «canción electrónica de hip-hop», con toques tropicales, y riffs de R&B, que incluye un daegeum prominente, una flauta de bambú coreana, además de un ritmo de acompañamiento brindado por la productora Mura Masa.

## Posicionamiento en listas
| Listas (2019)                                  | Mejor posición |
| ---------------------------------------------- | -------------- |
| Corea del Sur (Gaon)                           | 103            |
| Escocia (Official Charts Company)              | 36             |
| Estados Unidos (Billboard Digital Songs)       | 25             |
| Estados Unidos (Billboard World Digital Songs) | 1              |
| Francia (SNEP Digital)                         | 34             |
| Grecia (IFPI Greece)                           | 79             |
| Malasia (RIM)                                  | 12             |
| Nueva Zelanda (RMNZ Hot Singles)               | 19             |
| Reino Unido (OCC Digital)                      | 24             |
| Reino Unido (OCC Independent Singles)          | 19             |
| Suecia (Sverigetopplistan Heatseekers)         | 9              |